# Ryūsuke Hamaguchi
Ryūsuke Hamaguchi (Kanagawa, 16 de dezembro de 1978) é um cineasta e roteirista japonês.
Os trabalhos mais conhecidos e aclamados do diretor pela crítica incluem Asako I & II,   Wheel of Fortune and Fantasy, vencedor do Grande Prémio do Júri (Festival de Berlim) e Doraibu mai kā (Drive My Car), pelo qual venceu o Golden Globes, Bafta,  Oscar de melhor filme internacional e o Prêmio de Roteiro (Festival de Cannes).